# Mongolia na Letnich Igrzyskach Olimpijskich 1976
Mongolię na Letnich Igrzyskach Olimpijskich 1976 reprezentowało 32 zawodników. Był to czwarty start reprezentacji Mongolii na letnich igrzyskach olimpijskich. Sportowcy Mongolii zdobyli jeden srebrny medal.
Najmłodszym reprezentantem Mongolii na tych igrzyskach był 16-letni zapaśnik – Bjambdżawyn Dżawchlantögs, zaś najstarszym 35-letni łucznik – Tserendorjiin Dagvadorj.

## Skład reprezentacji

### Boks
- Damdinjavyn Bandi – Waga półśrednia (67 kg) – 17. miejsce
- Dashnyamyn Olzvoi – Waga lekkośrednia (71 kg) - 17. miejsce
- Khaidavyn Altankhuyag – Waga lekka (60 kg) - 15. miejsce
- Ravsalyn Otgonbayar – Waga piórkowa (57 kg) - 17. miejsce
- Serdambyn Batsükh – Waga papierowa (48 kg) - 9. miejsce
- Sodnomyn Gombo – Waga lekkopółśrednia (63,5 kg) - 9. miejsce

### Judo
- Bachaawaagijn Bujadaa – Waga lekka (63 kg) – 10. miejsce
- Dambajavyn Tsend–Ayuush – Waga półciężka (93 kg) - 18. miejsce
- Gandolgoryn Batsükh – Waga średnia (80 kg) - 19. miejsce
- Güsemiin Jalaa – Waga ciężka (+ 93 kg) - 5. miejsce
- Shagdaryn Chanrav – Waga półśrednia (70 kg) - 13. miejsce

### Łucznictwo
- Gombosürengiin Enkhtaivan – Runda FITA kobiet – 24. miejsce
- Natjavyn Dariimaa – Runda FITA kobiet – 22. miejsce
- Nyamtserengiin Byambasüren – Runda FITA mężczyzn – 28. miejsce
- Tserendorjiin Dagvadorj – Runda FITA mężczyzn – 32. miejsce

### Strzelectwo
- Mendbayaryn Jantsankhorloo – Karabin małokalibrowy leżąc 50 m – 11. miejsce
- Sangidorjiin Adilbish – Karabin małokalibrowy leżąc 50 m – 51. miejsce
- Tserenjavyn Ölziibayar – Pistolet 50 m – 36. miejsce
- Tüdeviin Myagmarjav – Pistolet 50 m – 26. miejsce

### Zapasy
- Dzewegijn Ojdow – Styl wolny - Waga piórkowa – 2. miejsce (srebrny medal)
- Bjambdżawyn Dżawchlantögs – Styl klasyczny - Waga papierowa – Odpadł w eliminacjach
- Czimedijn Goczoosüren – Styl wolny - Waga średnia – Odpadł w eliminacjach
- Daszdordżijn Cerentogtoch – Styl wolny - Waga półciężka – Odpadł w eliminacjach
- Doldżingijn Adjaatömör – Styl wolny - Waga superciężka – Odpadł w eliminacjach
- Gombyn Chiszigbaatar – Styl wolny - Waga papierowa – 4. miejsce
- Dżamsrangijn Mönch-Oczir – Styl klasyczny - Waga musza – Odpadł w eliminacjach, Styl wolny - Waga musza – Odpadł w eliminacjach
- Dżamcyn Dawaadżaw – Styl klasyczny - Waga półśrednia – Odpadł w eliminacjach
- Chorloogijn Bajanmönch - Styl wolny - Waga ciężka – 5. miejsce
- Megdijn Chojlogdordż – Styl wolny - Waga kogucia – 6. miejsce
- Njamyn Dżargalsajchan – Styl klasyczny - Waga kogucia – Odpadł w eliminacjach
- Cedendambyn Nacagdordż – Styl wolny - Waga lekka – 6. miejsce
- Dzewegijn Düwczin – Styl wolny - Waga półśrednia – Odpadł w eliminacjach